# J. Max Bond Jr.
(James ) J. Max Bond Jr. (Louisville (Kentucky), 17 juli 1935 - Manhattan, 18 februari 2009) was een Afro-Amerikaans architect.
Bond studeerde architectuur aan de Harvard-universiteit. Hij werkte in Frankrijk met André Wogenscky, leerling en later medewerkend architect van Le Corbusier, in New York bij "Gruzen & Partners en Pedersen & Tilney" en in Ghana, waar hij van 1964 tot 1697 voor de overheid werkte. In 1970 richtte hij het architectenbureau "Bond, Ryder & Associates" op en ontwierp onder meer het Martin Luther King Jr. Centre in Atlanta en diverse moderne gebouwen in New York. Zijn modernisme kreeg soms veel kritiek. Hij werkte ook mee aan het gedenkteken op Ground Zero in New York. Bond was een bestrijder van het racisme binnen zijn vakgebied.